# Борис Геров
Борис Владимиров Геров е български класически филолог, историк и известен епиграф, издал корпус на латинските надписи, намерени между реките Искър и Янтра.

## Биография
Борис Геров е роден на 18 май 1903 г. в гр. Самоков, където завършва реалния отдел на Самоковската гимназия и се записва за студент по класическа филология в Софийския университет „Св. Климент Охридски“ и през 1926 г. се дипломира с отличен успех. Специализира през учебната 1926 - 1927 г. в Лайпцигския университет, след което до 1940 г. е учител в Първа софийска мъжка гимназия и в Трета софийска мъжка гимназия. След това става асистент в катедрата по класическа филология в Софийския университет (до 1948 г.), от 1949 до 1954 г. е доцент и от 1955 до пенсионирането си през 1969 г. е професор по латински език. Преподава като хоноруван професор до 1980 г. Умира на 25 декември 1991 г. в София.

## Научна дейност
Основните му научни интереси са свързани с епиграфиката, историята и езиците на древното население на Балканите. Автор е на основополагащи трудове за романизацията на българските земи в древността, за латинско-гръцките езикови отношения на Балканите, за религиозния, административен и икономически живот в балканските земи. Освен това той е автор на редица учебни помагала по латински и старогръцки език, както и на преводи от латински, свързани с историята на Балканите.